# (181) Эвхарида
(181) Эвхарида (др.-греч. Εύχαρις) — это довольно большой и яркий астероид главного пояса, принадлежащий к светлому спектральному классу S. Его характерной особенностью является очень низкая скорость вращения, сутки на этом астероиде длятся целых 52 часа 31,8 минут. 

Орбита астероида Эвхарида и его положение в Солнечной системе
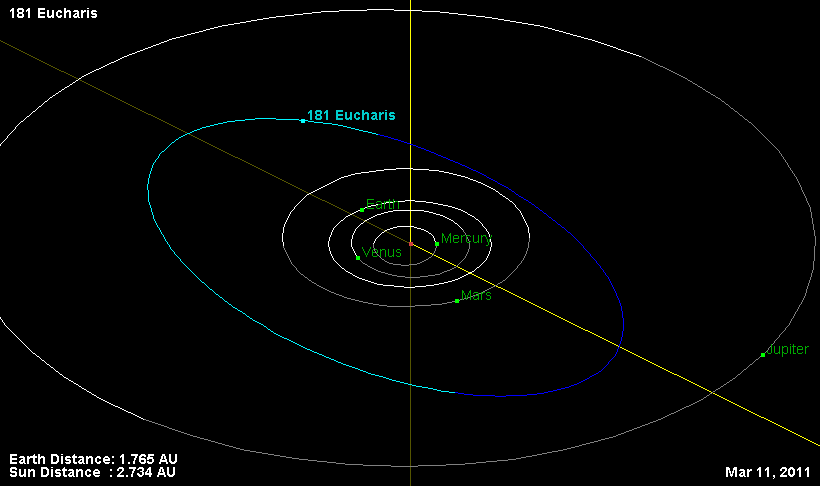
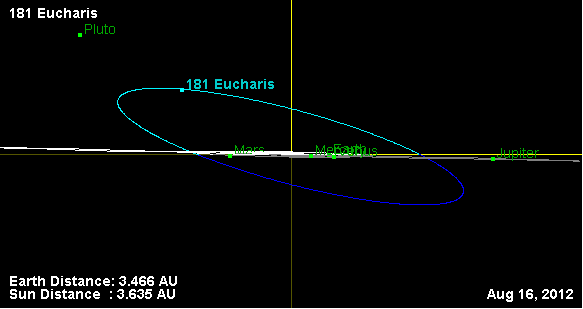

Астероид был открыт 2 февраля 1878 года французским астрономом Пабло Коттенотом в Марсельской обсерватории и назван в честь греческой нимфы Эвхариды. Это был первый и единственный открытый им астероид.